# Patkul (dramat)
Paktul – zaginiona tragedia historyczna Cypriana Kamila Norwida poświęcona losom Jana Reinholda Patkula, szlachcica inflanckiego, ściętego z rozkazu króla szwedzkiego w Kazimierzu Biskupim w 1707. Norwid rozpoczął pracę nad dramatem w 1842. Ostatnia wzmianka na jego temat pochodzi ze stycznia 1848. Utwór nie został najprawdopodobniej ukończony, a autograf mógł zniszczyć sam Norwid.

## O dramacie
Pomysł dramatu powstał prawdopodobnie w drugiej połowie 1842, w Niemczech, gdzie poeta miał możliwość zapoznać się z niedawno ogłoszoną (1841) tragedią Karola Gutzkowa Patkul. Przeciwstawiając wizji niemieckiego dramaturga, własną, odmienną zarówno w szczegółach, jak i w ujęciu postawy głównego bohatera, Norwid zaczął tworzyć własny dramat. Pierwszą informację o nim przyniosła anonimowa wzmianka w poznańskim Przeglądzie Naukowym z 1 grudnia 1842: jeden z literatów waszych (warszawskich) napisał wierszem oryginalny poemat dramatyczny «Paktul». 
Norwid przebywał wówczas w Monachium i korespondował z przebywającym w Poznaniu Władysławem Wężykiem. Od niego też zapewne mogła pochodzić niedokładna pogłoska o powstającym dramacie. Norwid bowiem na pewno utworu w 1842 roku nie skończył, zachował go jednak w tece swoich rękopisu. Przełomem dla dalszych losów dramatu okazało się spotkanie poety latem 1847 w Rzymie z Józefem Bohdanem Zaleskim. W październiku 1847 napisał bowiem do Stanisława Koźmiana: Bohdan «Patkula »wskrzesił we mnie i tego niepokoju mi narobił, którego tak bardzo potrzebuję.
Przynajmniej do grudnia 1847 Norwid nie zabrał się jednak za pracę nad Patkulem, w tym czasie bowiem kończył pracę nad pierwszą wersją Wandy. Wysyłając rękopis tego utworu Bohdanowi Zaleskiemu do Paryża, obiecywał, że nadeśle wkrótce Patkula. Zaleski w liście z 27 stycznia gorąco mu w tej pracy sekundował. Norwid już jednak pracy nad tym dramatem nie ukończył, a autograf mógł zniszczyć. Nie zachował się on, nawet częściowo w żadnym innym rękopisie.